# Casandra Cantacuzino
Casandra Cantacuzino (n. 1683 – d. 11 mai 1713, Moscova) a fost una din fiicele lui Șerban Cantacuzino, domn al Țării Românești (1678-1688), măritată în 1699 cu Dimitrie Cantemir, domn al Moldovei (martie-aprilie 1693 și 1710 - 1711).
A fost mama Mariei Cantemir, Smarandei Cantemir, a lui Constantin Cantemir, Șerban Cantemir și Antioh Dimitrievici Cantemir.
A fost îngropată la Mănăstirea „Sf. Nicolae” din Moscova după luptă grea cu boala. 